# أوينوكو

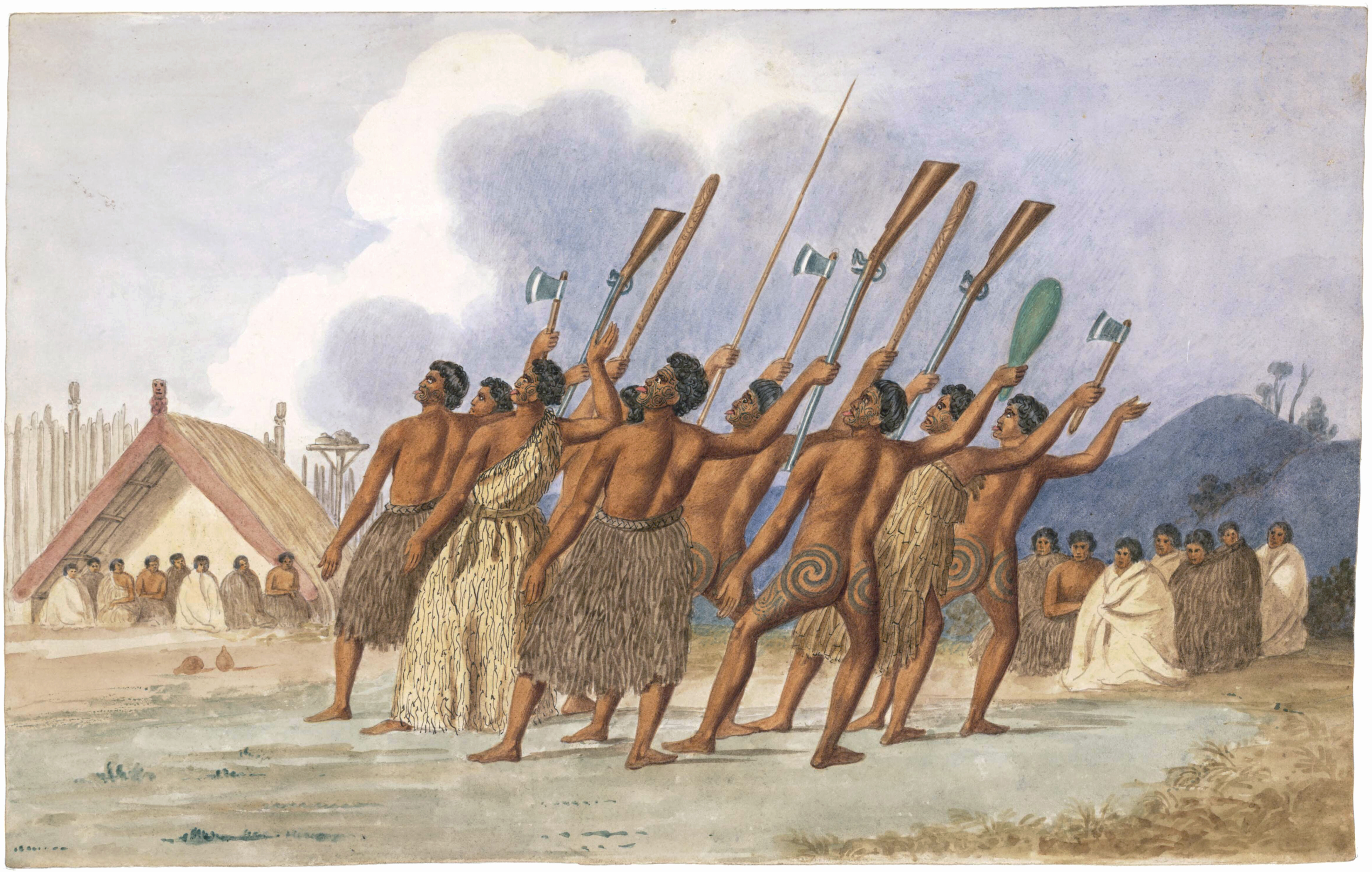
رقصة الحرب، نيوزيلاندا

في الأساطير الماورية، أوينوكو Uenuku أو كاهوكورا Kahukura هو إله قوس قزح. كاهوكورا، وفيما بعد تم تسميته الصخرة، تي تيهي أو كاهوكورا أو كاسل روك على ضفاف شبه جزيرة بانز في كانتربيري المعروف باسم أوينوكو في الجزيرة الشمالية. لقد كان الوصي على الروح الذي يستعين به توهونغا القبلي والذي كان يطلب المشورة من كاهوكورا أثناء الحرب. الترجمة الحرفية لكاهوكورا هي لباس أحمر وقوس قزح هو تجسيد سماوي لكاهوكورا في سمائنا. 